# Kurt Jendroska
Kurt Jendroska (* 18. Oktober 1935) ist ein deutscher Badmintonspieler.

## Karriere
Kurt Jendroska gewann 1961 Silber bei den nationalen Titelkämpfen im Herreneinzel. Ein Jahr später wurde er Meister in der gleichen Disziplin. 1964 reichte es noch einmal zum Bronzerang. Bis ins neue Jahrtausend hinein war er später bei Altersklassenmeisterschaften erfolgreich.

## Sportliche Erfolge
| Saison    | Veranstaltung                    | Disziplin    | Platz | Name                                                                   |
| --------- | -------------------------------- | ------------ | ----- | ---------------------------------------------------------------------- |
| 1960/1961 | Deutsche Einzelmeisterschaft     | Herreneinzel | 3     | Kurt Jendroska (1. BSC Bottrop)                                        |
| 1961/1962 | Deutsche Einzelmeisterschaft     | Herreneinzel | 1     | Kurt Jendroska (1. BSC Bottrop)                                        |
| 1963/1964 | Deutsche Einzelmeisterschaft     | Herreneinzel | 3     | Kurt Jendroska (1. BSC Bottrop)                                        |
| 1995/1996 | Deutsche Einzelmeisterschaft O60 | Herreneinzel | 1     | Kurt Jendroska (1. BSC Bottrop)                                        |
| 1996/1997 | Deutsche Einzelmeisterschaft O60 | Herreneinzel | 2     | Kurt Jendroska (1. BSC Bottrop)                                        |
| 1997/1998 | Deutsche Einzelmeisterschaft O60 | Herreneinzel | 2     | Kurt Jendroska (1. BSC Bottrop)                                        |
| 2000/2001 | Deutsche Einzelmeisterschaft O65 | Herreneinzel | 1     | Kurt Jendroska (1. BSC Bottrop)                                        |
| 2000/2001 | Deutsche Einzelmeisterschaft O65 | Mixed        | 2     | Kurt Jendroska / Ruth Brauer (1. BSC Bottrop / PSV Gelsenkirchen-Buer) |
| 2000/2001 | Deutsche Einzelmeisterschaft O65 | Herrendoppel | 2     | Kurt Jendroska / Toni Krämer (1. BSC Bottrop / Siegburger SV 04)       |
| 2001/2002 | Deutsche Einzelmeisterschaft O65 | Herreneinzel | 3     | Kurt Jendroska (1. BC Bottrop)                                         |
| 2005/2006 | Deutsche Einzelmeisterschaft O70 | Herrendoppel | 2     | Hans Fischedick / Kurt Jendroska (Bottroper BG / 1. BSC Bottrop)       |
| 2005/2006 | Deutsche Einzelmeisterschaft O70 | Herreneinzel | 2     | Kurt Jendroska (1. BSC Bottrop)                                        |
| 2006/2007 | Deutsche Einzelmeisterschaft O70 | Herreneinzel | 1     | Kurt Jendroska (1. BSC Bottrop)                                        |
| 2007/2008 | Deutsche Einzelmeisterschaft O70 | Herreneinzel | 2     | Kurt Jendroska (1. BSC Bottrop)                                        |
| 2007/2008 | Deutsche Einzelmeisterschaft O70 | Herrendoppel | 1     | Hans Fischedick / Kurt Jendroska (Bottroper BG / BSC Bottrop)          |
| 2008/2009 | Deutsche Einzelmeisterschaft O70 | Mixed        | 1     | Kurt Jendroska / Gaby Struck (1. BSC Bottrop / Bottroper BG)           |
| 2008/2009 | Deutsche Einzelmeisterschaft O70 | Herrendoppel | 1     | Hans Fischedick / Kurt Jendroska (Bottroper BG / 1. BSC Bottrop)       |
| 2009/2010 | Deutsche Einzelmeisterschaft O70 | Herrendoppel | 3     | Kurt Jendroska / Helmut Möller                                         |
| 2009/2010 | Deutsche Einzelmeisterschaft O70 | Mixed        | 1     | Kurt Jendroska / Gaby Struck (1. BSC Bottrop / Bottroper BG)           |